# Stenosoma stephenseni
Stenosoma stephenseni is een pissebeddensoort uit de familie van de Idoteidae. De wetenschappelijke naam van de soort is voor het eerst geldig gepubliceerd in 2011 door Santos &  Xavier.